# カミシロ緑マル
カミシロミドリマルは、ボーイズラブ作家・イラストレーター・漫画家。東京都出身。
晃華学園出身。在学中に居合部で活動。

光星はカミシロミドリマルの男性向けペンネーム。
弟は声優。
姉がいる。
2014年に脳に重篤な障害を起こし「絵どころか丸も名前も描けなくなりました…」（本人談）

## 参加作品
コンピュータゲーム
- 勇者と彼女に花束を
- Piaキャロットへようこそ!!G.P.原画担当

漫画
- 精印継承エルディライザー 2006年 ComicB'sLOGエンターブレイン
- B.G 2010年 北辰堂出版
- NEKOTAMA コミックヴァルキリー

その他
- 聖闘士星矢/スラムダンク合同アンソロジー MARo編集部 表紙執筆